# Daniela Knapp

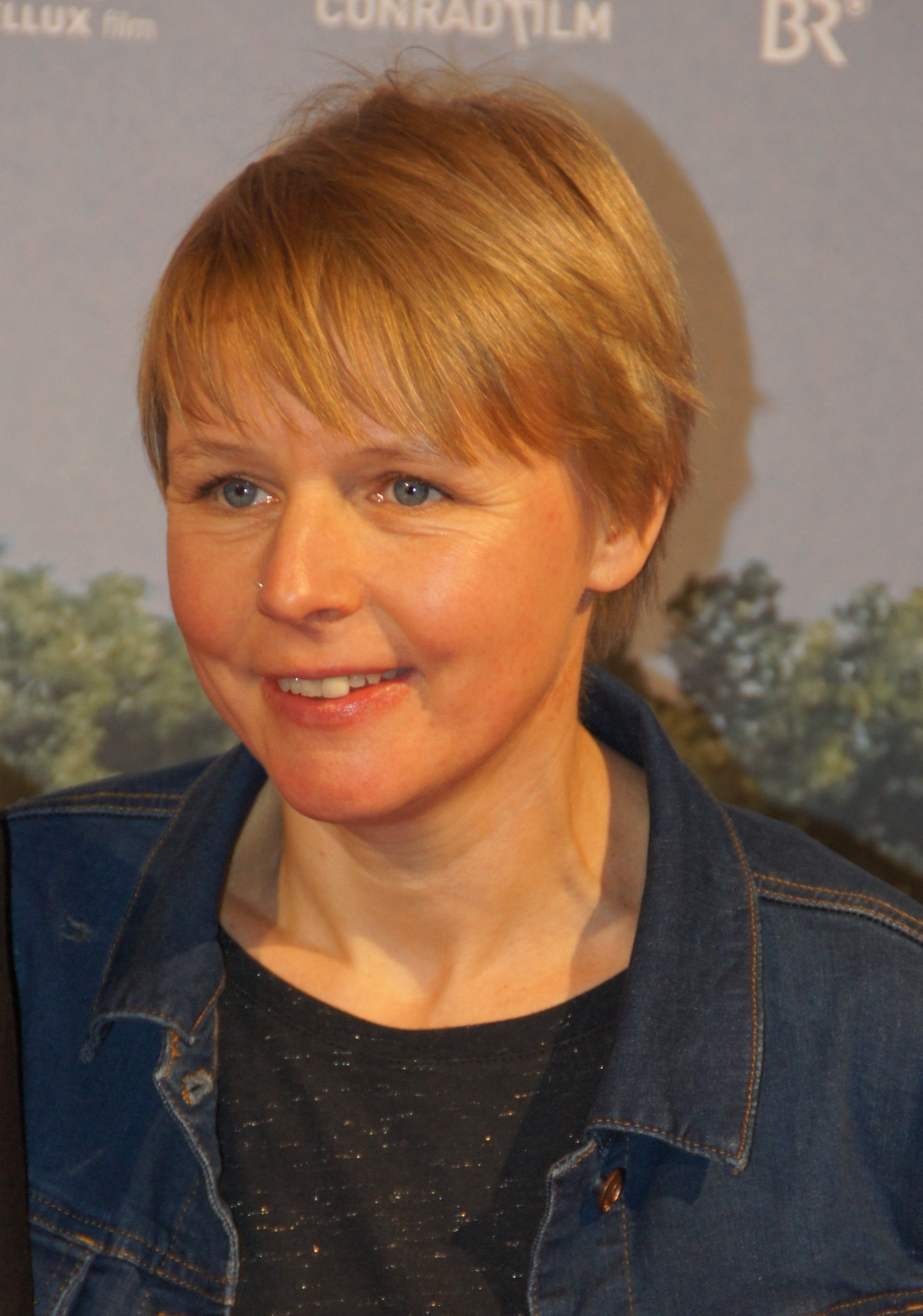
Daniela Knapp bei der Premiere von „Katharina Luther“, Februar 2017, Berlin

Daniela Knapp (* 19. Oktober 1972 in Schwaz, Österreich) ist eine österreichische Kamerafrau.

## Berufliche Entwicklung
Daniela Knapp studierte ab 1992 an der Film- und Fernsehschule Zelig in Bozen/Italien, anschließend an der Filmakademie Baden-Württemberg Kamera. Sie schloss mit Diplom ab und arbeitete danach überwiegend bei deutschen Kinoproduktionen als Kamerafrau. Des Öfteren hat sie mit dem Regisseur Sven Taddicken zusammengearbeitet.
Knapp wurde während der Dreharbeiten zu Der stille Berg bei einem Blitzschlag am Valparolapass im Sommer 2012 mittelschwer, mehrere Crewmitglieder und Schauspieler leicht verletzt.

## Auszeichnungen
Für ihre Arbeit an Chris Kraus’ Historienfilm Poll wurde sie 2011 mit dem Deutschen Filmpreis ausgezeichnet.

## Filmografie
- 1999: Schäfchen zählen (Regie: Sven Taddicken)
- 2000:	Walpurgisnacht (Regie: Jonas Greulich)
- 2001: Fast Fuck (Regie: Sven Abel)
- 2001: Mein Bruder der Vampir (Regie: Sven Taddicken)
- 2002:	Einfach so bleiben (Regie: Sven Taddicken)
- 2003:	Ich hätt's ihm früher sagen sollen (Regie: Martin Walz)
- 2003:	Lucie & Vera (Regie: Julia von Heinz)
- 2004: Romeo & Julia und die neue Weltordnung (Regie: Thorsten Wettcke)
- 2004: Die fetten Jahre sind vorbei (Regie: Hans Weingartner)
- 2004: Bin ich sexy? (Regie: Kathrin Feistl)
- 2004: Freundinnen (Regie: Tobias Stille)
- 2004: Feuer in der Nacht (Fernsehfilm) (Regie: Kai Wessel)
- 2004: Dein Herz in meinem Hirn (Regie: Rosa von Praunheim)
- 2005: Weltverbesserungsmaßnahmen (Regie: Jörn Hintzer, Jakob Hüfner)
- 2006: Spielerfrauen (Regie: Martin Walz)
- 2006: Sunny (Regie: Thorsten Wettcke)
- 2006: Emmas Glück (Regie: Sven Taddicken)
- 2007: Was am Ende zählt (Regie: Julia von Heinz)
- 2007: Wir werden uns wiederseh'n (Regie: Stefan Hillebrand, Oliver Paulus)
- 2007: Friendly Fire (Regie: Andy Kaiser)
- 2008: Berlin 1. Mai – Helden bei der Arbeit (Regie: Jan-Christoph Glaser, Carsten Ludwig, Sven Taddicken, Jakob Ziemnicki)
- 2008: Finnischer Tango (Regie: Buket Alakus)
- 2008: Tandoori Love (Regie: Oliver Paulus)
- 2009: 12 Meter ohne Kopf (Regie: Sven Taddicken)
- 2010: Poll (Regie: Chris Kraus)
- 2010: Eine Insel namens Udo (Regie: Markus Sehr)
- 2011: Das System – Alles verstehen heißt alles verzeihen (Regie: Marc Bauder)
- 2011: Edeltraud und Theodor (Regie: Daniel Acht)
- 2013: Hannas Reise (Regie: Julia von Heinz)
- 2014: Der stille Berg (Regie: Ernst Gossner)
- 2016: Gleißendes Glück (Regie: Sven Taddicken)
- 2017: Katharina Luther (Regie: Julia von Heinz)
- 2018: Grüner wird’s nicht, sagte der Gärtner und flog davon (Regie: Florian Gallenberger)
- 2018: Das schönste Paar (Regie: Sven Taddicken)
- 2019: Ich brauche euch (Regie: Max Färberböck)
- 2020: Und morgen die ganze Welt (Regie: Julia von Heinz)
- 2021: Monte Verità – Der Rausch der Freiheit (Regie: Stefan Jäger)
- 2021: Eldorado KaDeWe – Jetzt ist unsere Zeit (Regie: Julia von Heinz)
- 2023: 15 Jahre (Regie: Chris Kraus)
- 2024: Treasure – Familie ist ein fremdes Land (Regie: Julia von Heinz)
- 2025: Das geheime Stockwerk (Regie: Norbert Lechner)

## Auszeichnungen
- 2001: Eastman Förderpreis für ideenreiche Kameraarbeit im Film Mein Bruder der Vampir
- 2001: Filmfestival in Brooklyn/N.Y. – Preis Best Cinematography
- 2007: Nominierung für den Deutschen Kamerapreis in der Kategorie Kamera Kinospielfilm für Emmas Glück
- 2011: Deutscher Filmpreis für Poll
- 2017: Bayerischer Fernsehpreis, als Kamerafrau des Fernsehfilms Katharina Luther (ARD)